# 욜

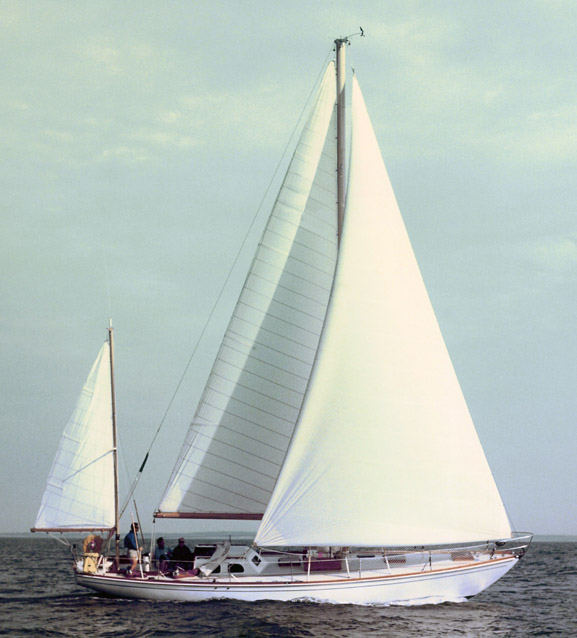
항해 중인 욜 범선

욜 범장도

욜(영어: yawl)은 범선의 종류 가운데 하나이다. 케치, 스쿠너 등의 다른 범선과 비교했을 때 세로돛의 미즌마스트(mizzen mast)가 함미에 배치되어 있는 것이 특징이다.
욜과 함께 2개의 돛대가 달린 범선인 케치와 비슷하지만 욜과 케치는 약간의 차이점이 있다. 욜의 선체 중간에는 메인마스트(mainmast)가 달려 있고 욜의 선체 후방에는 메인마스트보다 낮은 미즌마스트가 달려 있다.
욜은 원래 상업용 낚시배로 사용되었으며 여러 항해사들 사이에서 인기를 얻었다. 이는 한 손으로 범선을 운항하기 쉽도록 만들어졌고 나침반이 가리키는 방향과 정확하게 일치했기 때문에 항해에 용이했기 때문이다. 현재는 자동 조종 시스템, 내비게이션 시스템의 발달로 인해 수요가 줄어들고 있다.